# Khuddaka Nikāya
Le Khuddaka Nikāya (pali ; « Collection mineure » ou « Petits textes » ou « Collection diverse ») est la cinquième et dernière partie du Sutta Piṭaka, la deuxième « corbeille » du Canon bouddhique. L'ensemble a été conservé dans sa totalité, et les suttas qu'il contient auraient été écrits à des époques diverses, pour certains avant le règne d'Ashoka, pour d'autres au IIe siècle av. J.-C. Il compte quinze ou dix-neuf ouvrages indépendants les uns des autres. 

## Type d'ouvrages
On sait que de telles séries d'ouvrages ont existé dans diverses écoles bouddhiques majeures, comme le Mahâsâmghika, mais aucun de ces ensembles n'est complet. La recension en pali est la plus large, avec quinze livres indépendants. Certains comptent parmi les plus anciens du Canon pali.
Les textes de cet ensemble se présentent majoritairement sous une forme versifiée. On compte parmi eux certains des ouvrages les plus populaires et les plus édifiants du Canon pali, parmi lesquels on peut mentionner le Dhammapada et les Jātaka. 

## Liste des ouvrages
On recense en principe quinze œuvres dans cet ensemble,. La recension birmane du Canon pali y ajoute quatre titres, ce qui porte le total à dix-neuf titres (numéros 16 à 19 ci-dessous).
1. Khuddakapatha : «Petites Lectures » destinées à la récitation.
2. Dhammapada : « Versets sur le Dhamma »; 423 versets essentiellement sur l'éthique; ouvrage très populaire.
3. Udâna : « Versets d'exclamation »; 80 courts sûtra dont chacun se termine par de tels versets.
4. Itivuttaka : les « Ainsi a-t-il été dit »; 112[4] brefs sutra. (Buswell Jr. et Lopez Jr. 2014, p. 375 précisent que chaque texte commence par la formule vuttaṃ hetaṃ Bhagavatā (« Ceci a été dit par le Béni », et que cette formule diffère du traditionnel (« Ainsi ai-je entendu ») qui introduit en général les sûtra.)
5. Sutta Nipāta : « Le Groupe de Discours » ; 71 sûtra versifiés.
6. Vimânavatthu : « Histoires des Demeures Divines » ; sur les renaissances dans les mondes divins.
7. Pettavatthu : « Histoires des esprits trépassés avides » ; sur les renaissances dans le monde des esprits trépassés.
8. Theragāthā : « Versets des Doyens » [moines anciens] ; comment un certain nombre de moines des premiers temps atteignirent l'éveil.
9. Therigāthā : « Versets des Doyennes » ; idem au précédent mais pour les nonnes.
10. Jātaka : «Histoires des naissances » ; les vies antérieures du Bouddha servent à d'exemples dans des questions éthiques.
11. Niddesa : « Exposé » d'une partie des Sutta Nipāta.
12. Patisambhidamagga : « Chemin de la Discrimination complète » ; analyse de points de doctrine, dans le style de l'Abhidhamma.
13. Apâdana : « Histoires héroïques » ou « Récits » de 547 moines et quarante nonnes, disciples qui vécurent avec le Bouddha et qui devinrent tous arhat[5].
14. Buddhavamsa : « Chroniques des Bouddha » ; histoire de vingt-cinq bouddhas: Siddartha Gautama et les vingt-quatre bouddhas qui l'ont précédé[6].
15. Cariyāpiṭaka : « Corbeille de la Conduite [cariyā] » ; trente-cinq histoire en vers, sur les vies antérieures de Siddartha Gautama, dans lesquelles sont mises en avant les qualités (paramita) de bodhisattva qu'il a développées[7].
16. Milindapañha : « Les questions de Milinda ». Dialogues très célèbres entre l'arhat Nāgasena et le roi Milinda sur différents points délicats de la doctrine bouddhique et de l'éthique[8].
17. Suttasangaha : ouvrage qui présente un mélange de sutra et de légendes[9].
18. Petakopadesa : « Révélation des Pitaka (les "corbeilles") » ; interprétation de textes canoniques[10].
19. Nettippakarana : « Le Guide » ; également interprétation de textes canoniques[11].

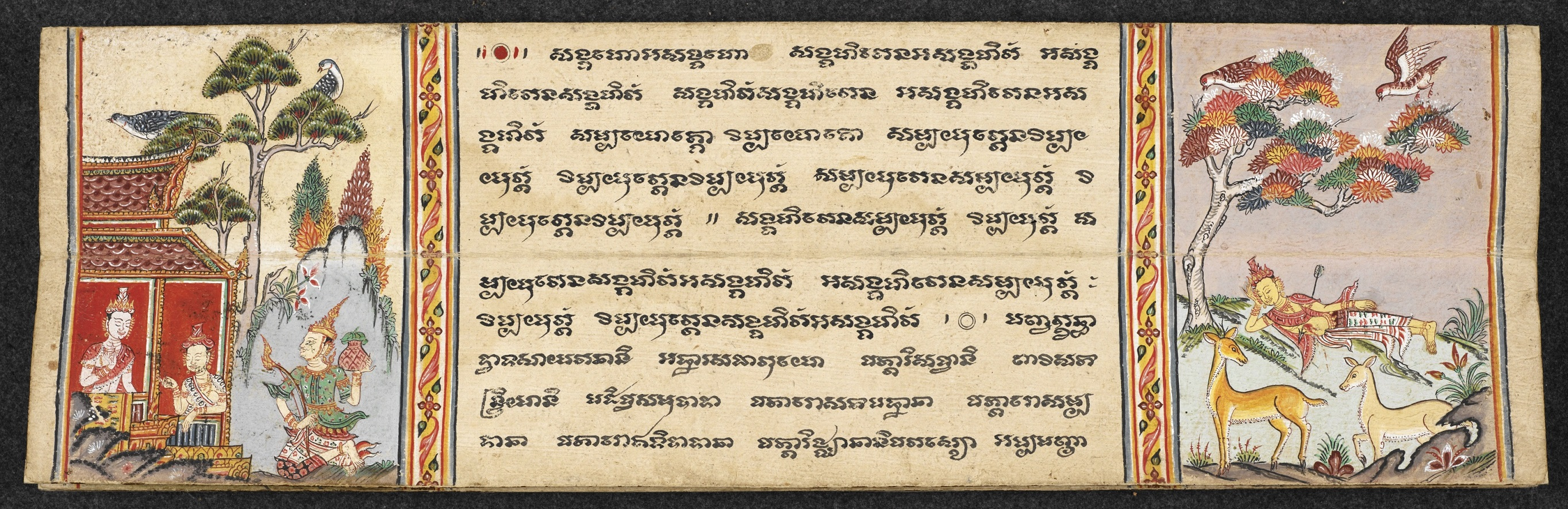
Page d'un manuscrit du « », en langue pali et copié en. Thaïlande centrale, XVIIIe siècle

#### Traductions (partielles ou complètes)
- 1 : (en) Khuddakapatha, trad. Caroline A. F. Rhys Davids : Minor Anthologies, I : Dhammapada, Khuddakapâtha, coll. « Sacred Books of the Buddhists », n° 7, 1931.
- 2 : Dhammapada. Les stances de la Loi (III° s. av. J.-C.), trad. Jean-Pierre Osier, GF, 1997 / Les dits du Bouddha. Le Dhammapada, trad. et comment. par le Centre d'études dharmiques de Gretz, Albin Michel, coll. « Spiritualités vivantes », 1993, 226 p.
- 3 et 4 : (en) Udâna, trad. F. L. Woodward : Minor Anthologies, II Udâna 'Verses of Uplift', and Itivuttaka 'As it was said, coll. « Sacred Books of the Buddhists », n° 8, 1935. / Rencontres avec le Bouddha. Les récits des "Udana", trad. et présentés par Jeanne Schut, Paris, Sully, 2023, 190 p.
- 5 : (en) Suttanipâta, trad. E. M. Hare : Woven Cadences, coll. « Sacred Books of the Buddhists », n° 15, 1948.
- 6 et 7 (en) Vimânavatthu & Petavatthu, in Minor Anthologies, vol. IV, trad. I.B. Horner, Pali Text Society, 1993 [1974].
- 8 : (en) Thera-gâthâ, trad. Caroline A. F. Rhys Davids, Psalms of the Brethren, coll. « Pâli Text Society », 1913.
- 9 : Stances des Therî, trad. Danièle Masset, Oxford, Pâli Text Society, 2005. Trad. des Therî-gâthâ.
- 10 : Jâtaka : Choix de Jâtaka, extraits des Vies antérieures du Bouddha, trad. du pâli par Ginette Terral-Martini, Gallimard, 1958; / Contes des vies antérieures du Bouddha , trad. du pali par Kim Vu dinh, Paris, Points, coll. « Points sagesses », 2014.
- 11 : (en) Niddesa, Pâli Text Society, t. I : trad. Sylvain Lévi et E. J. Thomas, Mahâniddesa, 1916-1917, Milford, coll. « Pâli Text Society », 2 vol. ; t. II : trad. William Stede, Cūlaniddesa, Milford, coll. « Pâli Text Society », 1918
- 13 : (en) Apadâna, trad. Mary E. Lilley : The Apadâna of the Khuddaka-nikâya, Oxford University Press, coll. « Pâli Text Society », 2 vol., 1927.
- 16 : Entretiens de Milinda et Nâgasena, trad., présenté et annoté par Édith Nolot, Paris, Gallimard, coll. « Connaissance de l'Orient », 1995, 384 p.

#### Études
- André Bareau, En suivant Bouddha, Éditions Philippe Lebaud, 1985.
- (en) Oscar von Hinüber, Handbook of Pali Literature, Berlin, Walter de Gruyter, 1996, xiii + 257 p., p. 41-63 (§ 86-128); 76-86 (§ 156 - 180)

#### Dictionnaires
- (en) Robert E. Buswell Jr. et Donald S. Lopez Jr., The Princeton Dictionary of Buddhism, Princeton, Princeton University Press, 2014, xxxii + 1265 p. (ISBN 978-0-691-15786-3)